# وينديل إل. راي
وينديل إل. راي (بالإنجليزية: Wendell L. Wray) هو أمين مكتبة ومدرس أمريكي، ولد في 30 يناير 1926 في بيتسبرغ في الولايات المتحدة، وتوفي في 24 أغسطس 2003.